# Basselinia porphyrea
Basselinia porphyrea är en enhjärtbladig växtart som beskrevs av Harold Emery Moore. Basselinia porphyrea ingår i släktet Basselinia och familjen Arecaceae. Inga underarter finns listade i Catalogue of Life.